# Hulsanpes
Hulsanpes perlei is een theropode dinosauriër, behorend tot de Eumaniraptora, die tijdens het late Krijt leefde in het gebied van het huidige Mongolië.

## Vondst en naamgeving
In 1970 vond een Pools-Mongoolse expeditie in de oostelijke Nemegtwoestijn de resten van een kleine theropode.
In 1982 benoemde en beschreef Halszka Osmólska de typesoort Hulsanpes perlei. De geslachtsnaam verbindt een verwijzing naar de vindplaats Choelsan met het Latijn pes, "voet". De soortaanduiding eert de Mongoolse paleontoloog Altangerel Perle.
Het holotype, ZPAL MgD-I/173, is gevonden in een laag van de Baroengojotformatie die dateert uit het middelste Campanien. Het bestaat uit de rechtervoet van een jong dier en een nabij gevonden stuk hersenpan. De voet omvat de tweede, derde en vierde middenvoetsbeenderen en het eerste en de bovenkant van het tweede kootje van de tweede teen. Het stuk van de hersenpan omvat een deel van het achterhoofd en het rechtermiddenoor.
In 2018 werd het skelet meer in detail beschreven waaronder voor de eerste keer ook het stuk hersenpan.

## Beschrijving

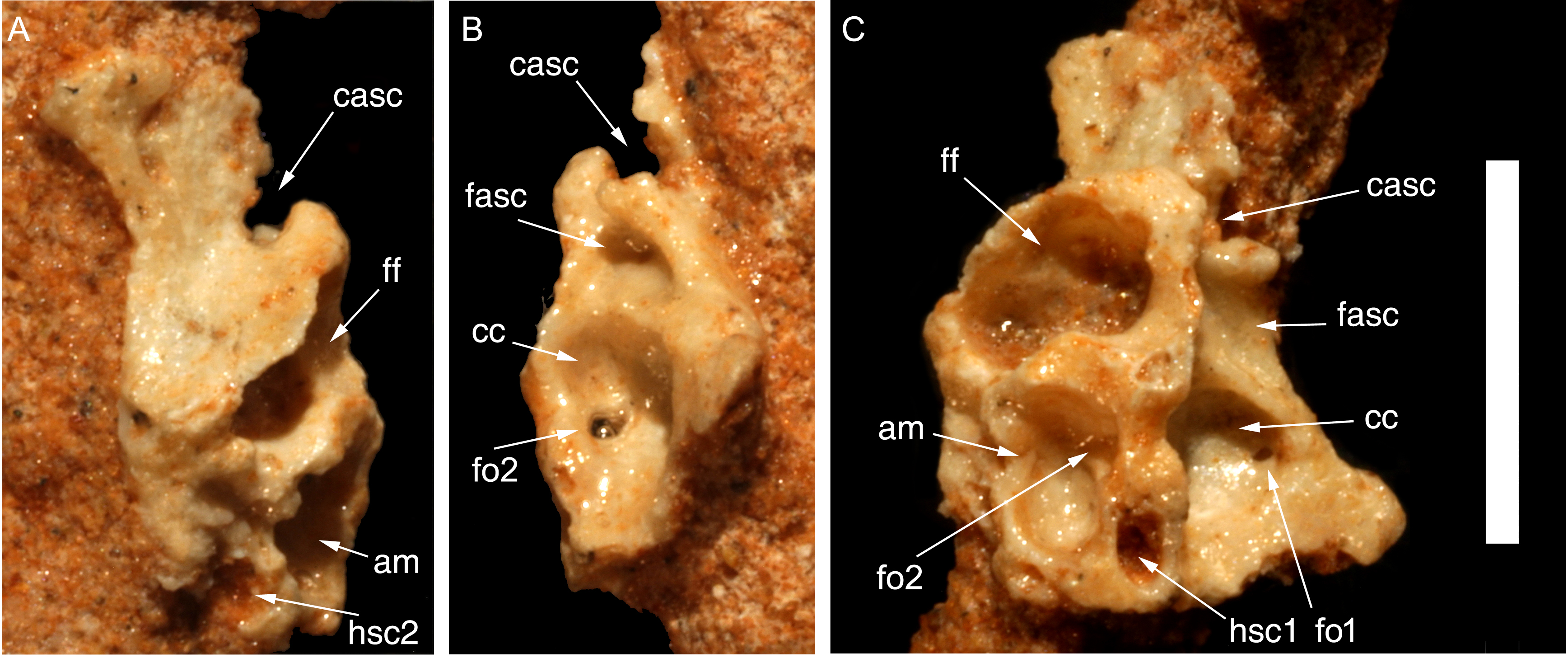
De hersenpan rond het rechtermiddenoor

Uit de voet kan een lichaamslengte worden afgeleid van tussen de dertig en veertig centimeter. Het langste middenvoetsbeen, het derde, heeft een lengte van ongeveer negenendertig millimeter. Het eerste kootje van de tweede teen meet ongeveer 6,5 millimeter. Het stuk hersenpan is één centimeter lang.

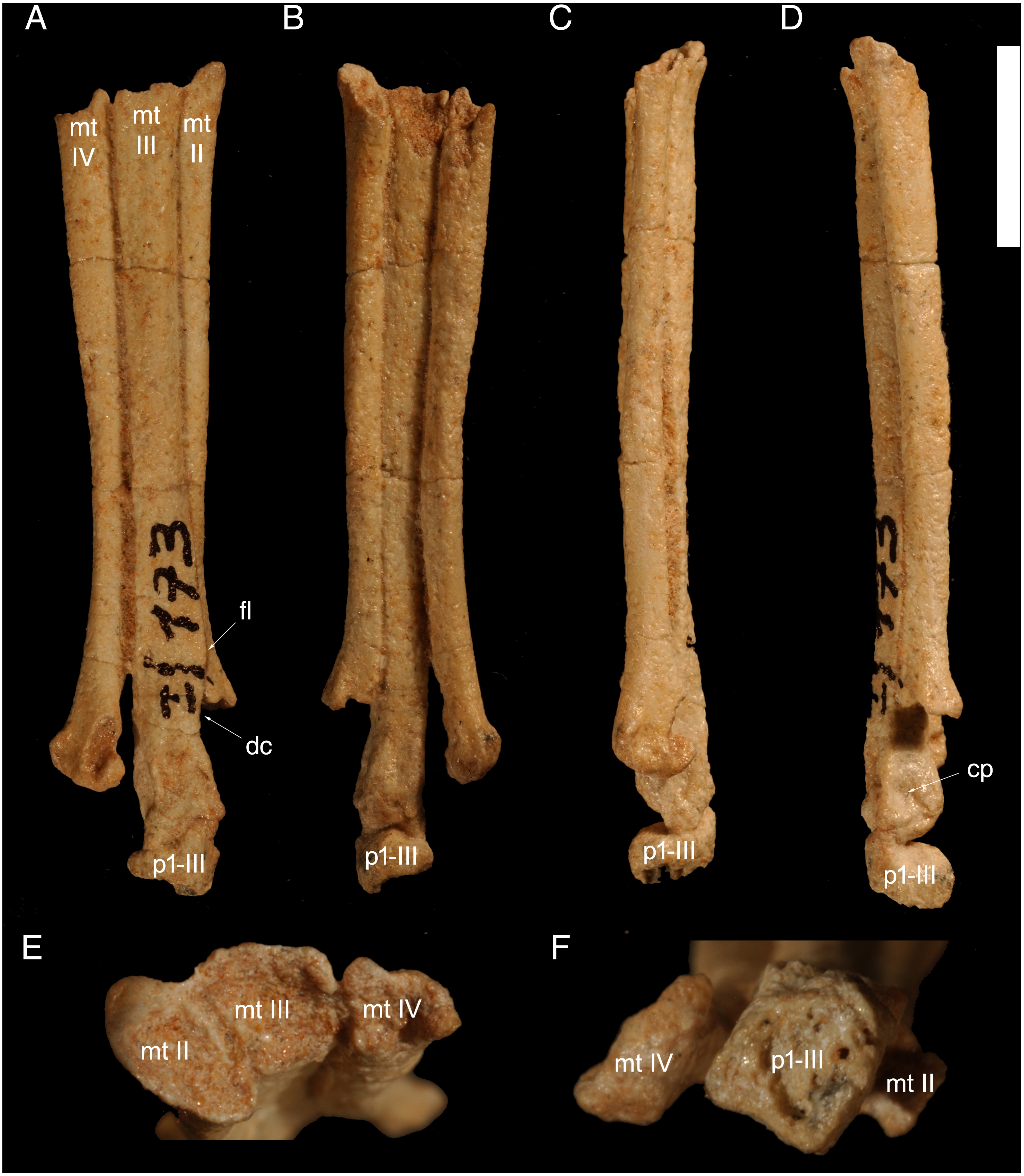
De rechtermiddenvoet

In 2018 werd een moderne lijst van onderscheidende kenmerken gegeven. Twee daarvan zijn lokale autapomorfieën, unieke afgeleide eigenschappen binnen, in dit geval, de Dromaeosauridae and Halszkaraptorinae. Van voren of boven bekeken wordt het onderste derde deel van het tweede middenvoetsbeen aanzienlijk overlapt door het derde middenvoetsbeen. Het derde middenvoetsbeen is bovenaan niet toegeknepen maar juist breder dan dat van het tweede en vierde middenvoetsbeen. Daarnaast is er nog twee kenmerken die niet uniek zijn voor de twee genoemde groepen maar wel in combinatie met elkaar en de twee autapomorfieën. Van voren of boven bezien is het raakvlak tussen het derde en vierde middenvoetsbeen recht. Het onderste uiteinde van het vierde middenvoetsbeen buigt naar buiten.
De zool van de middenvoet loopt wat hol. De middenvoet is in het geheel niet vergroeid. Hij is ook niet arctometatarsaal: de voorste bovenkant van het derde middenvoetsbeen is dus niet toegeknepen — in dit geval is het bovenste uiteinde zelfs verbreed en het derde middenvoetsbeen is juist aan de achterkant of zoolzijde versmald. Het derde middenvoetsbeen verbreedt zich naar onderen en overlap daarmee aan de zijkant het tweede middenvoetsbeen gedeeltelijk. Onderaan eindigt het in een ondiep symmetrisch scharniergewricht. Het vierde middenvoetsbeen, zesendertig millimeter lang, is onderaan afgeplat, staat af van het derde middenvoetsbeen en heeft een rond gewricht aan de onderkant. Het tweede middenvoetsbeen is duidelijk korter met vierendertig millimeter. Het had vermoedelijk een scharniergewricht getuige het brede bovenste gewrichtsvlak van het eerste kootje van de tweede teen, verdeeld door een asymmetrisch geplaatste richel. Het eerste kootje heeft onderaan een asymmetrisch geplaatste diepe groeve die meer naar achteren dan voren doorloopt. De binnenste gewrichtsknobbel is hier wat breder en lager. De kapselgroeven zijn diep en de buitenste is centraler geplaatst. Het tweede kootje heeft bovenaan een "hiel" die wijst op een vermogen de tweede teen te heffen, vermoedelijk met het doel een sikkelklauw van de grond te tillen, maar dit uitsteeksel is niet goed ontwikkeld.

## Fylogenie

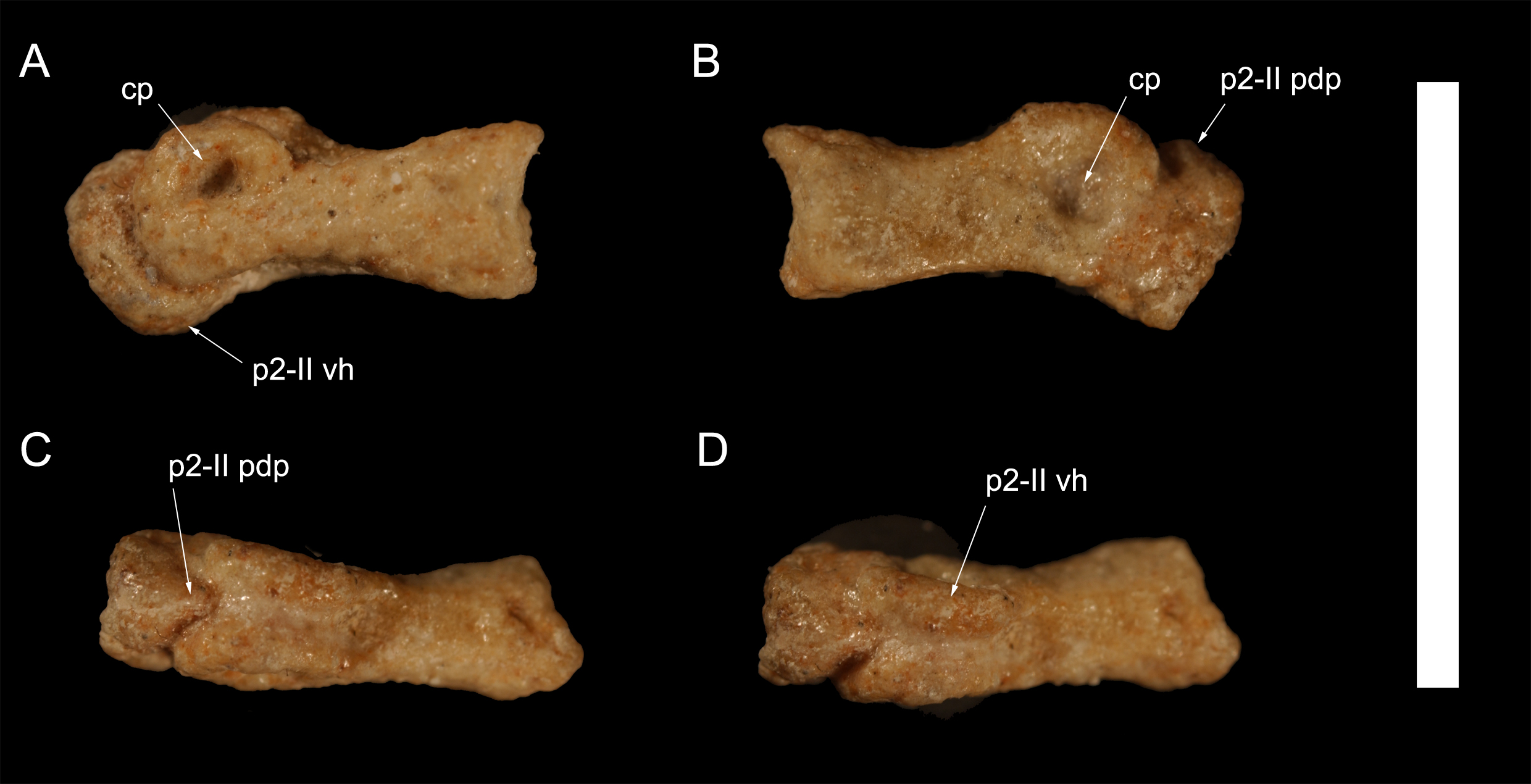
De twee verbonden teenkootjes van de tweede teen

Er bestaat veel onzekerheid aangaande de verwantschappen van Hulsanpes. Het gebrek aan vergroeiing, de breedte van de metatarsus, het feit dat het tweede en vierde middenvoetsbeen even dik zijn en de niet-arctometatarsale toestand lijken erop te wijzen dat het een vrij basale vorm betreft, aangezien er toch sprake is van een tamelijk langgerekte middenvoet wellicht een klein lid van de Compsognathidae. Deze eigenschappen zijn echter meestal afgedaan als weinig informatief daar ze voort zouden kunnen komen uit de jonge leeftijd van het dier. Osmólska plaatste Hulsanpes in 1982 in de Dromaeosauridae wegens het kennelijke bezit van een sikkelklauw, de evenwijdig lopende middenvoetsbeenderen en de combinatie van scharniergewrichten bij het tweede en derde middenvoetsbeen met een korter tweede middenvoetsbeen.
Osmólska verwierp de mogelijkheid dat het om een vogel zou gaan wegens het ontbreken van vergroeiing. Latere onderzoekers hebben daar toch aan gedacht omdat de zool van de middenvoet hol is. Een breed bovenste derde middenvoetsbeen komt ook voor bij de vogel Yandangornis en basale Avebrevicauda. Een dergelijke positie wordt echter niet ondersteund door exacte kladistische analyses.
Wel de uitkomst van zulke analyses is een positie in de Troodontidae. Osmólska wees er al op dat het specimen op dat van een troödontide leek wat betreft de vernauwing van de onderste middenvoet en het zwak ontwikkelde tweede kootje van de tweede teen. In 1982 waren nog weinig troödontiden bekend. In 2002 werd Sinovenator beschreven die ook een scharniergewricht heeft aan het tweede middenvoetsbeen. Een andere overeenkomst is dat bij deze soort het tweede en vierde middenvoetsbeen ongeveer even dik zijn. Een kenmerk van Hulsanpes dat met troödontiden gedeeld wordt die meer afgeleid zijn dan Sinovenator betreft de vrij grote dikte van voor naar achter gemeten van de middenvoet. Ook deze moderne plaatsing is echter onzeker gezien het gebrek aan gegevens.
In 2017 werd Hulsanpes in de Halszkaraptorinae geplaatst. Dan zou het dus toch een lid zijn van de Dromaeosauridae. In 2018 viel Hulsanpes uit als de zustersoort van Mahakala.

## Levenswijze
In 2018 werd uit de vorm van de middenvoet geconcludeerd dat Hulsanpes een gespecialiseerde rennende vorm was, anders dan de amfibische Halszkaraptor. Deze nicheverdeling zou verklaren hoe twee nauw verwante soorten dezelfde habitat konden delen.